# Station Maszewo
Station Maszewo was een spoorwegstation in de Poolse plaats Maszewo.